# زمین‌لرزه ۱۹۰۵ آلبانی
زمین‌لرزه آلبانی در تاریخ ۱ ژوئن ۱۹۰۵ میلادی، برابر با ‎۱۱ خرداد ۱۲۸۴، ساعت ۴:۴۲:۰۰ به زمان یوتی‌سی در آلبانی رخ داد. ژرفای این زلزله ۲۰ کیلومتر بود. بزرگی آن ۶٫۶ در مقیاس ریشتر اعلام شده‌است. زمین‌لرزه به وقت محلی در روز پنج‌شنبه، ساعت ۵ روی داده و منطقه زمانی آن یوتی‌سی +۱ بوده‌است (با لحاظ تغییر ساعت تابستانی).
سازمان زمین‌شناسی آمریکا نیز جای این زمین‌لرزه را در مختصات ۴۲°۰۶′شمالی ۱۹°۳۶′شرقی / ۴۲٫۱°شمالی ۱۹٫۶°شرقی و بزرگی آنرا برابر با ۶٫۶ در مقیاس ریشتر اعلام کرده‌است. ژرفای گزارش شده از سوی این سازمان ۲۰ کیلومتر می‌باشد.
شمار کشتگان زلزله حدود ۱۲۰ نفر بوده‌است.